# Вильямсон, Александр Александрович
Александр Александрович Вильямсон (13 августа 1918, Торжок, Московская область — 23 февраля 1986, Симферополь) — Герой Советского Союза, командир эскадрильи 104-го гвардейского истребительного авиационного полка (9-я гвардейская истребительная авиационная дивизия, 6-й гвардейский истребительный авиационный корпус, 2-я Воздушная армия, 1-й Украинский фронт), гвардии капитан. В Симферополе часть Степной улицы Железнодорожного района была переименована в улицу Вильямсона.

## Биография
Родился 13 августа 1918 года в городе Торжке ныне Тверской области в семье служащего. Отец А. А. Вильямсона — Александр Христофорович Вильямсон, эстонец, происхождением из Эстляндии, принимал участие в Первой мировой войне, где заболел туберкулёзом. Через год после рождения сына Александр Христофорович умер. Мать, Анна Михайловна, в 1922 году, перебралась с детьми в Крым, где работала учительницей в сельских школах. Здесь Александр, в посёлке Зуя в 1934 году, окончил неполную среднюю школу (ныне Зуйская школа №1 им. Вильямсона) и поступил в Ялтинский техникум южных спецкультур, но, закончив два курса, в 1937 году перебрался в город Керчь и поступил на работу на Керченский металлургический завод электриком. Там же, в Керчи, вступил в Керченский аэроклуб. В 1938 году переехал в Симферополь и работал электромонтёром на заводе. Без отрыва от производства окончил аэроклуб. В мае 1940 года был призван в Красную Армию и по комсомольской путёвке направлен в лётное училище.
В июне 1941 года окончил Качинскую военно-авиационную школу пилотов. С июля 1941 года принимал участие в Великой Отечественной войне, в действующей армии. Весь боевой путь, от рядового пилота до командира эскадрильи, прошёл в составе 298-го (с 24 августа 1943 года — 104-го гвардейского) истребительного авиационного полка. Боевой счёт открыл в августе 1941 года — в районе города Запорожье сбил бомбардировщик Хе-111. Воевал на Южном, Северо-Кавказском, 1-м, 2-м и 4-м Украинских фронтах. Сражался в небе Украины, Северного Кавказа, Польши и Германии. На борту каждого его самолёта была надпись «За Виталия», в память о друге Виталии Горохове, погибшем в сентябре 1941 года.
Воевал в 9-й Гвардейской истребительной дивизии, которой командовал А. И. Покрышкин. Член ВКП(б)/КПСС с 1943 года. В апреле 1944 года гвардии капитан был назначен командиром эскадрильи, под его руководством лётчики совершили 793 боевых вылета, провели 53 успешных воздушных боя, отлично выполнили боевые задания в боях при Ясской операции и на 1-м Украинском фронте. Особо отмечено его участие в Новороссийско-Таманской наступательной операции (Приказ подразделения № 46492856 от 27.06.1945).
К концу войны командир эскадрильи гвардии капитан Вильямсон совершил 382 боевых вылета, в шестидесяти шести воздушных боях лично сбил восемнадцать и в составе группы шесть самолётов противника. Последнюю победу одержал в небе над Берлином 28 апреля 1945 года. Указом Президиума Верховного Совета СССР от 27 июня 1945 года гвардии капитану Вильямсону Александру Александровичу присвоено звание Героя Советского Союза с вручением ордена Ленина и медали «Золотая Звезда» (№ 7875). 24 июня 1945 года участвовал в историческом Параде Победы на Красной площади в Москве.
После войны А. А. Вильямсон продолжал службу в ВВС СССР. В 1953 году окончил высшие офицерские лётно-тактические курсы. Был заместителем командира, а с 1958 по 1960 годы — командиром 764-го истребительного авиационного полка ПВО (аэродром Большое Савино, Пермь). Лётчики полка весной 1960 года участвовали в охоте на самолёт-разведчик U-2, позднее сбитый зенитчиками. В 1960 году гвардии полковник А. А. Вильямсон по состоянию здоровья ушёл в запас. С 1963 года работал в системе Аэрофлота: на Камчатке, затем в Симферополе диспетчером в аэропорту. Жил в Симферополе.
Скончался 23 февраля 1986 года. Похоронен на кладбище «Абдал» в Симферополе.

## Память

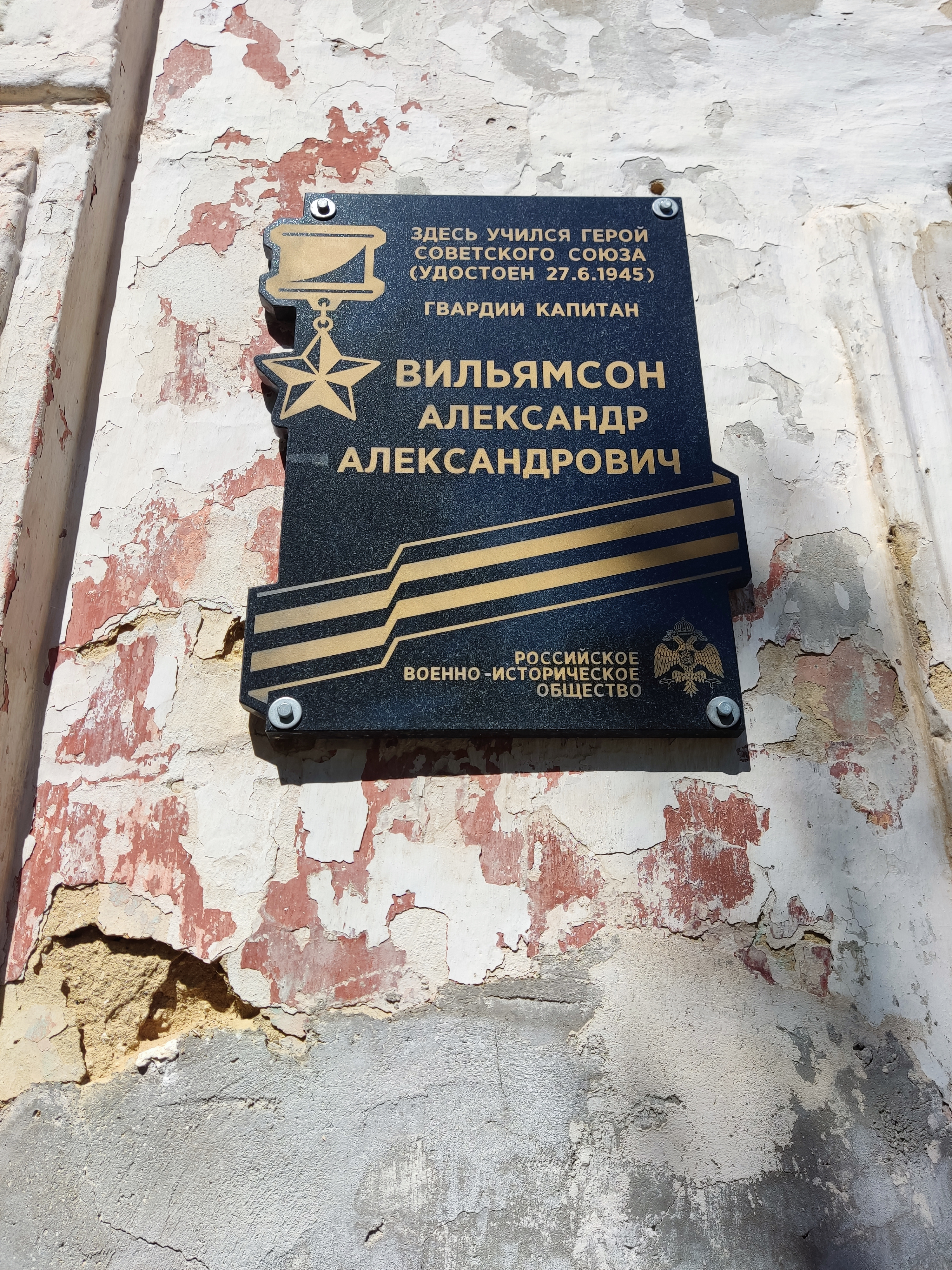
Памятная табличка на школе № 1 в Зуе

- 9 мая 2009 имя Александра Вильямсона присвоено самолёту МиГ-31 пермского истребительного авиационного полка (в/ч «Сокол», аэродром Большое Савино).
- Одна из улиц Симферополя носит имя Вильямсона А. А. (район улицы Ракетной), на доме где он проживал по адресу ул. Воровского, д. 60 установлена мемориальная доска.
- Муниципальное бюджетное общеобразовательное учреждение «Зуйская средняя школа № 1 им. А. А. Вильямсона», расположена по адресу: Белогорский район, поселок Зуя, улица Шоссейная, д.39.

## Награды
- Медаль «Золотая Звезда» (27.06.1945),
- Орден Ленина (27.06.1945),
- 2 Ордена Боевого Красного Знамени (05.04.1943; 17.06.1943),
- Орден Александра Невского (СССР) (25.09.1944),
- 2 орден Отечественной войны 1-й степени (02.02.1944; 11.03.1985),
- Орден Отечественной войны 2-й степени (02.05.1943),
- 2 Ордена Красной Звезды (25.04.1945; 30.12.1956),
- медали, в том числе:

Медаль «За боевые заслуги»;
Медаль «За оборону Кавказа»;
Медаль «За победу над Германией в Великой Отечественной войне 1941-1945 гг.»;
Медаль «За взятие Берлина»;
Медаль «За освобождение Праги»;
Медаль «30 лет Советской Армии и Флота».